# Rubus innominatus
Rubus innominatus là loài thực vật có hoa trong họ Hoa hồng. Loài này được S. Moore miêu tả khoa học đầu tiên năm 1875.